# Soyuz 37
Soyuz 37 (tiếng Nga: Союз 37) là một chuyến bay tàu vũ trụ Soyuz của Liên Xô vào năm 1980 lên trạm vũ trụ Salyut 6. Đây là lần phóng thứ 13 và lần kết nối thành công thứ 11 của tàu vũ trụ Soyuz với trạm Salyut 6.
Soyuz 37 đưa Viktor Gorbatko (chỉ huy) và Phạm Tuân (kỹ sư chuyến bay), phi hành gia đầu tiên của châu Á và Việt Nam vào vũ trụ. Phi hành đoàn dự bị bao gồm Valery Fyodorovich Bykovsky (chỉ huy) và Bùi Thanh Liêm (kỹ sư chuyến bay). Khi trở về Trái Đất, Soyuz 37 đưa Leonid Ivanovich Popov và Valery Victorovich Ryumin từ trạm vũ trụ về.
Phạm Tuân sau này cho biết: "Chuyến bay đó, ý nghĩa chính trị lớn hơn nhiều so với ý nghĩa khoa học. Liên Xô muốn đưa chúng ta vào để thể hiện vai trò của các nước XHCN".

## Phi hành đoàn
| Vị trí           | Phi hành gia phóng lên | Phi hành gia trở về                                                                               |
| ---------------- | --- | ------------------------------------------------------------------------------------------------- |
| Chỉ huy          | Viktor V. Gorbatko, Liên Xô - Thành viên phi hành đoàn Salyut 6 EP/ЭП-7 - Chuyến bay vũ trụ thứ 3 và cuối cùng                                         | Leonid I. Popov, Liên Xô - Thành viên phi hành đoàn Salyut 6 EO/ЭО-4 - Chuyến bay vũ trụ đầu tiên |
| Kỹ sư chuyến bay | Phạm Tuân, Việt Nam - Thành viên phi hành đoàn Salyut 6 EP/ЭП-7 - Phi hành gia trong chương trình Interkosmos - Chuyến bay vũ trụ đầu tiên và duy nhất | Valery V. Ryumin, Liên Xô - Thành viên phi hành đoàn Salyut 6 EO/ЭО-4 - Chuyến bay vũ trụ thứ 3   |

Chú thích:
- EO (tiếng Nga: ЭО, Экспедиция Основная, Ekspeditsiya Osnovnaya) nghĩa là phi hành đoàn ở dài ngày tại trạm vũ trụ.
- EP (tiếng Nga: ЭП, Экспедиция Посещения, Ekspeditsiya Posescheniya) nghĩa là phi hành đoàn ở ngắn ngày tại trạm vũ trụ.

### Phi hành đoàn dự phòng
| Vị trí           | Phi hành gia                |
| ---------------- | --------------------------- |
| Chỉ huy          | Valery F. Bykovsky, Liên Xô |
| Kỹ sư chuyến bay | Bùi Thanh Liêm, Việt Nam    |